# Isletas de Granada
Isletas de Granada (De små Granadaöarna) är en ögrupp i Nicaraguasjön, i kommunen Granada, Nicaragua. Öarna skapades av vulkanen Mombacho. På den nordligaste ön ligger det gamla San Pablo fortet, som byggdes för att skydda staden Granada. På den lilla Isla de los Monos, bor det en grupp spindelapor.

## Öar
Isletas de Granada består av över trehundra öar runt Asesehalvön. Den största ön är La Guanábana, i den södra delen av skärgården. Medsols runt halvön, med start närmast Garanda, finner man väster om halvön bland annat öarna La Carolina, La Venada, Isla Pura Vida, La Gloria, Isla de los Monos, Otau, La Cancha, La Cruz, Eden Rack, Isla El Palenque, Punta del Este, Las Termópilas, El Carmen och Las Delicias. Söder om halvön, runt La Guanábana, ligger exempelvis Buenavista, El Arado, Virginia, El Yucal, Las Tigüises, El Arañero, Santa Isabel, San Ramón, El Armado, La Paloma, La Pelona, Bora Bora, La Esperanza, La Ceiba, El Congo, La Huerta och La Concha. Öster om halvön finner man bland annat Isla Jicaro, El Reten, Isletea El Espino, El Sobaco, Peor es Nada, Hasbari, El Corozo, La Vaca, Isleta Ikaria och La Felipina.

## Historia
Många invånare på öarna tvingades flytta till fastlandet på 1990-talet efter att ha bott där i flera generationer. Under Somozas diktatur krävde medlemmarna av hans National Guard att många ur den lokala befolkningen antingen sålde sina öar eller riskera bli med våld tvingade iväg från öarna. Efter Sandinistarevolutionen återvände många av de tidigare ägarna till sina öar. Vid 1990, då Sandinistas förlorade makten i ett val, hade ännu inte dokument med äganderätten över ön lämnats tillbaka till de tidigare ägarna. Det dåvarande anti-Sandinista domstolssystemet, återförde öarna till familjemedlemmar av den ursprungliga nationella vakten (National Guard) som tidigare hade konfiskerat öarna. Några av dessa öar har sedan dess sålts till rika nicaraguaner och utlänningar, vilket resulterar i en osäker framtid för de lokala nicaraguanerna som traditionellt bott på öarna och den närliggande halvön.

## Bilder
|  |  |  |
|  |  |  |